# Cascata di dighe del Dnepr
La Cascata di dighe del Dnepr - sono una serie di 6 centrali idroelettriche sul fiume Dnepr in Ucraina.
1. Kievska (m. Vyšhorod),
2. Kanivska (m. Kaniv),
3. Kremenčuk (m. Svitlovods'k),
4. Medio Dnepr (m. Kam''jans'ke),
5. Dniprovska (m. Zaporižžja),
6. Kachovka (m. Nova Kachovka).

La capacità totale installata è di 3757,4 MW e la più grande di loro è Dniprovska con una capacità di 1569 MW. Le dighe che formano questi bacini sono utilizzate per generare energia idroelettrica, che corrisponde al 10% circa dell'elettricità prodotta dall'Ucraina. 
Tutte le centrali idroelettriche fanno parte di PJSC UkrIdroenerho:
- Area totale dei bacini: 6979 Km2;
- Il volume totale di acqua accumulata: 43,8 Km3.

## Storia
La lunghezza totale del Dnepr è 2201km. Della lunghezza del Dnepr 981 km, che attraversa il territorio dell'Ucraina, solo 100 km sono rimasti allo stato naturale. Il resto è regolato dalla cascata dei bacini idrici del Dnepr: Kyiv, Kaniv, Kremenčuk, Kamyansk, Dniprovska, Kakhovka con una superficie totale d'acqua di 6.979 km e un volume totale di 43,8 km di acqua, che rappresenta rispettivamente il 94,7 e il 90,8 % della quantità totale di tutti i principali bacini idrici dell'Ucraina.

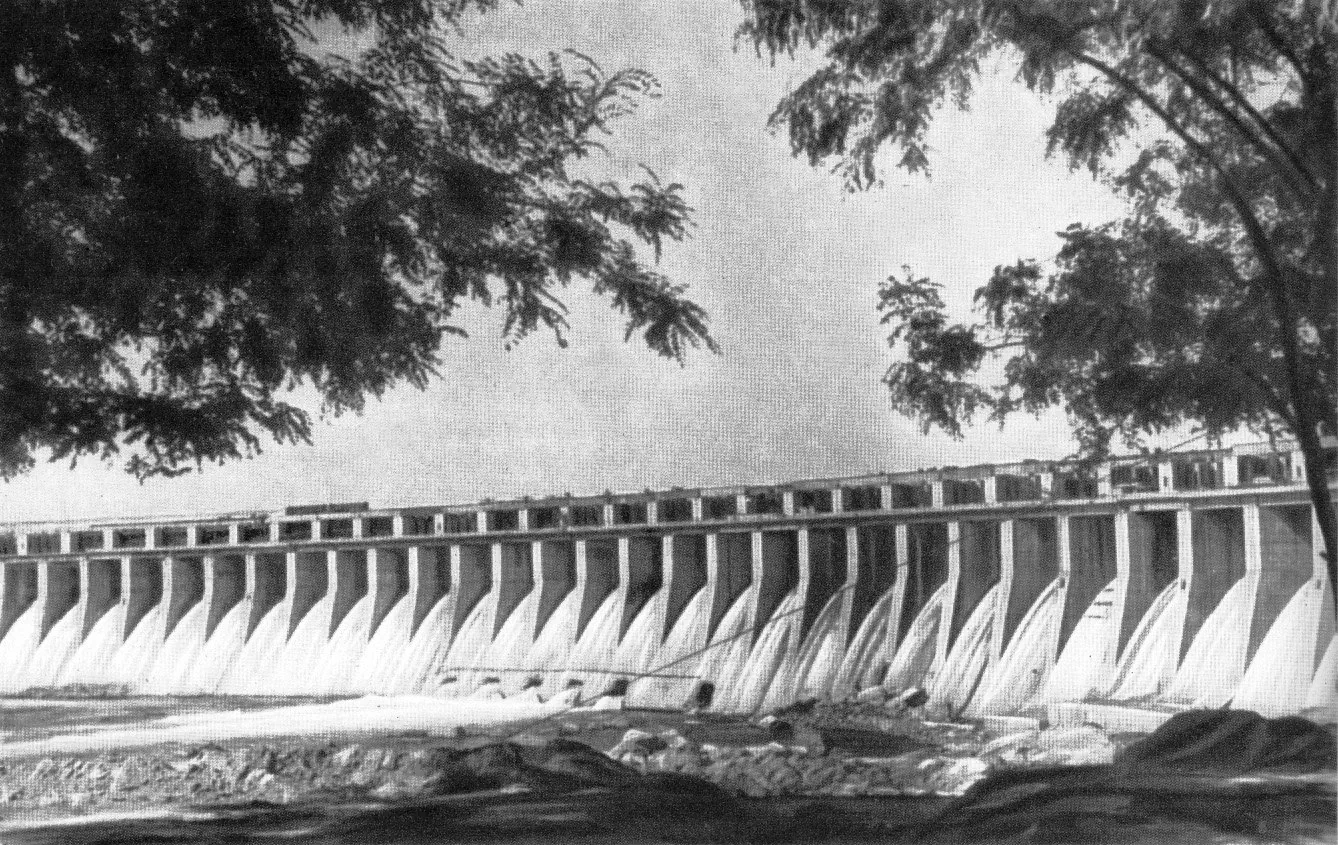
Diga DneproGES nel 1947

La progettazione e i lavori di costruzione sul fiume Dnepr iniziarono nel 1927 con la costruzione dell'impianto idroelettrico Dniprovska (Dnipro). Successivamente furono costruite altre cinque centrali idroelettriche. Questo lavoro che ha coinvolto migliaia di progettisti e costruttori è stato completato nel 1980 . Durante questo periodo, il fiume è stato trasformato in una cascata di bacini idrici dal confine con la Repubblica di Bielorussia a Kakhovka.
La più famosa stazione idroelettrica era "Dniprovska" a Zaporozhye, costruita tra il 1927 e il 1932, con una capacità di 558 MW. Durante la seconda guerra mondiale la stazione fu parzialmente distrutta e poi rinnovata nel 1950. Negli anni 1969 - 1975 venne introdotto un secondo blocco, Dnipro 2.
Kakhovka è stata costruita per seconda nel 1950 - 1956, dopo di essa Kremenchug nel 1954 - 1960, Kievska nel 1960 - 1964, Medio Dnepr - nel 1956 - 1964 e nel 1963 - 1975 la KachovkaKachovka completando la cascata di dighe del Dnepr.

## Ecologia
La cascata di centrali idroelettriche e bacini ha risolto il problema della fornitura costante di elettricità e acqua alla popolazione, all'industria e all'agricoltura. Ha generato un aumento dei consumi dell'acqua e una distribuzione più uniforme durante tutto l'anno, diventando inoltre un valido rifornimento per le centrali idroelettriche, termiche e nucleari. Ha avvantaggiato il trasporto sull'acqua ed ha protetto dal pericolo di inondazioni le valli del fiume.

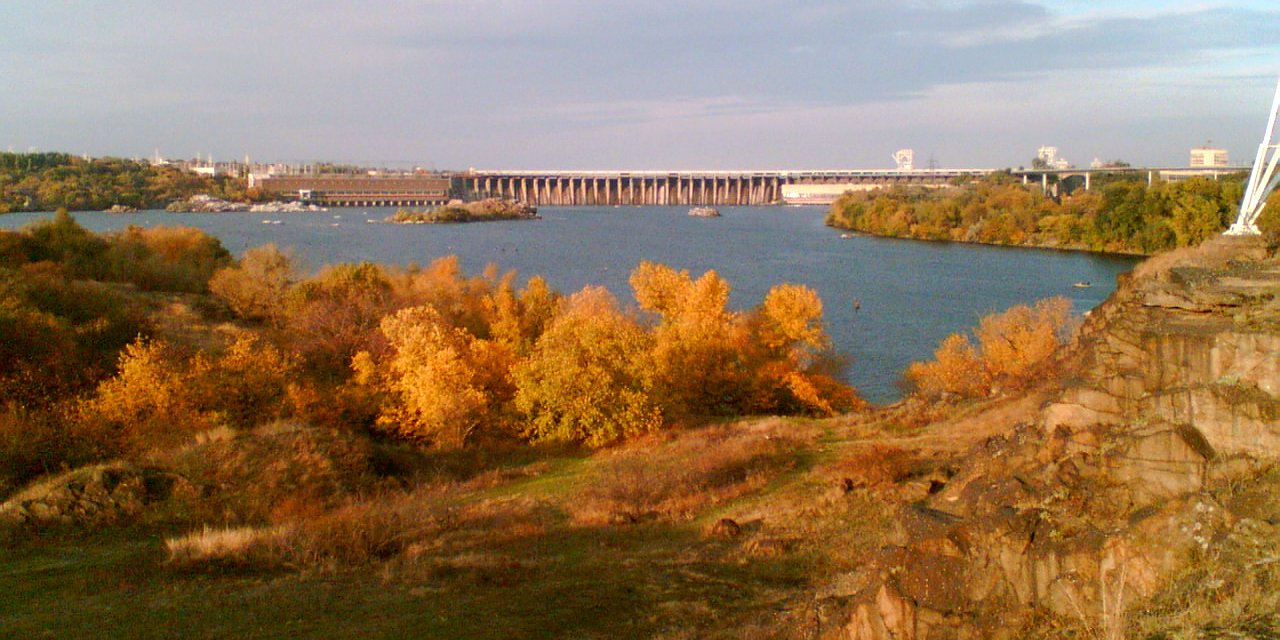
Vista della centrale idroelettrica Dniprovska dall'isola di Khortytsia

Tuttavia, la creazione di grandi bacini idrici sul Dnepr ha causato l'inondazione di vaste aree di terreno, cambiando il regime idrologico, idrochimico e idrobiologico del fiume. Oltre alle condizioni ingegneristiche e geologiche delle zone costiere, si è vista la trasformazione funzionale dell'ecosistema da fiume a lago-fiume con corrispondente rallentamento dello scambio idrico e autodepurazione delle acque, perdite significative di acqua per evaporazione e altro ancora.
Un totale di 709.900 ettari di terreno sono stati inondati dai bacini idrici del Dnepr. Di questi, 197.600 ettari erano terreni sabbiosi e inagibili, 261 500 ettari erano foreste e boschetti, 177.600 ettari erano campi da fieno e pascoli e 73.200 erano terreni seminativi, giardini e tenute . Inoltre sono stati distrutti più di 6 mila insediamenti, più di 10mila cimiteri, ricollocati più di 3 milioni di persone. Migliaia di fiumi e torrenti erano al di sotto del livello del Dnepr, il che ha reso necessaria la costruzione di 34 stazioni di compressione che pompano costantemente acqua nei bacini idrici. Se circa 500 persone lavorano in sei centrali idroelettriche, quindi nelle stazioni di pompaggio - diverse migliaia . A partire dal 1997, i fondi assorbiti dalle stazioni di pompaggio hanno superato di cinque volte il costo energetico di tutte e 6 le centrali idroelettriche.

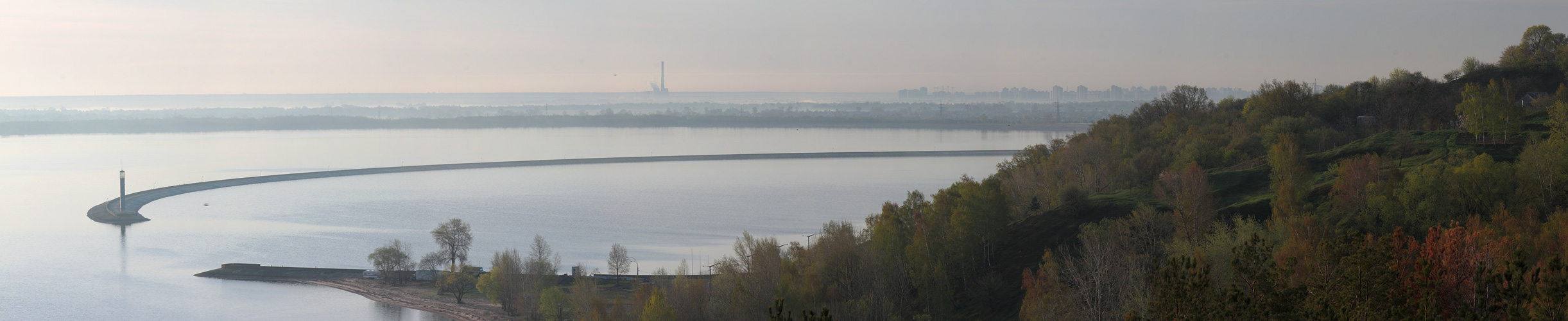
Valli del Dnepr e Bacino idrico di Kiev

La superficie delle terre allagate con profondità fino a 2 m occupano un'area di circa 150.000 ettari, quelle con profondità fino a 1 m 70.000 ettari. Queste acque poco profonde sono di grande importanza per la pesca e il cibo, poiché generano e nutrono i giovani pesci, nidificano uccelli acquatici e uccelli delle zone umide, vivono preziosi animali da pelliccia ( topo muschiato, lontre, castori, ecc.). Dopo la creazione dei bacini idrici, la pesca nel Dnepr è aumentata da 2.000 tonnellate a 18.500 all'anno (a partire dal 1997 ).
Non c'è un solo passaggio dei pesci nell'intera cascata del Dnepr, che ha portato all'estinzione di preziose specie ittiche nel bacino del Dnepr e a una significativa riduzione dei pesci nel Mar Nero.
Nei bacini c'è un costante cambio dei livelli dell'acqua per un miglior utilizzo degli impianti idroelettrici. Pertanto, nel bacino idrico di Kiev da gennaio a febbraio il livello dell'acqua diminuisce di 1-1,5 m, e da marzo a maggio raggiunge nuovamente il livello di pressione normativa (PNR). Significative fluttuazioni giornaliere dell'acqua si verificano anche nei bacini idrici.
E a causa del fatto che la profondità media dei serbatoi non supera i 5 m, d'estate l'acqua si riscalda fino al fondo, provocando il rapido sviluppo di cianobatteri, e d'inverno, a causa di grandi afflussi d'acqua il fiume uccide in massa i pesci. Così, nel 1996, 400.000 tonnellate di pesce sono morte nel bacino idrico di Kremenchug. I pesci morti sono finiti nei canali del Donbass e della Crimea, la cui acqua viene utilizzata per bere.

## Misure di sicurezza
Il Ministero dell'energia e dell'industria carboniera dell'Ucraina, l'Agenzia statale per le risorse idriche dell'Ucraina, il Servizio statale per le emergenze dell'Ucraina e il Centro idrometeorologico ucraino esercitano un controllo costante sulla sicurezza delle dighe dei bacini idrici e delle centrali idroelettriche. Ogni anno, e in caso di urgente necessità, informano il Gabinetto dei ministri dell'Ucraina, il Consiglio di sicurezza e difesa nazionale dell'Ucraina, i comitati di profilo della Verkhovna Rada dell'Ucraina sulle condizioni degli edifici principali delle centrali idroelettriche e dei bacini idrici.

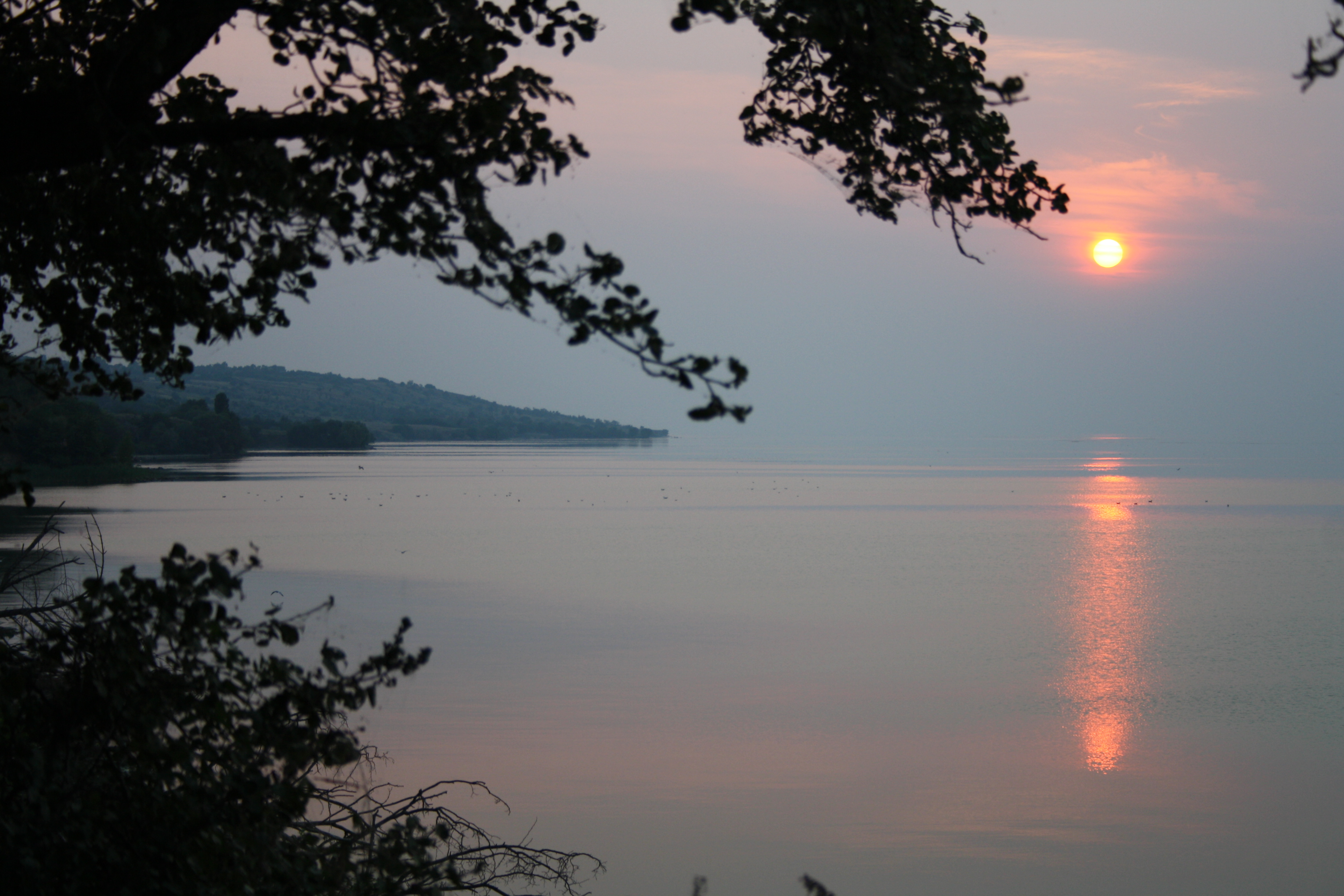
Il bacino di Kachovka all'alba
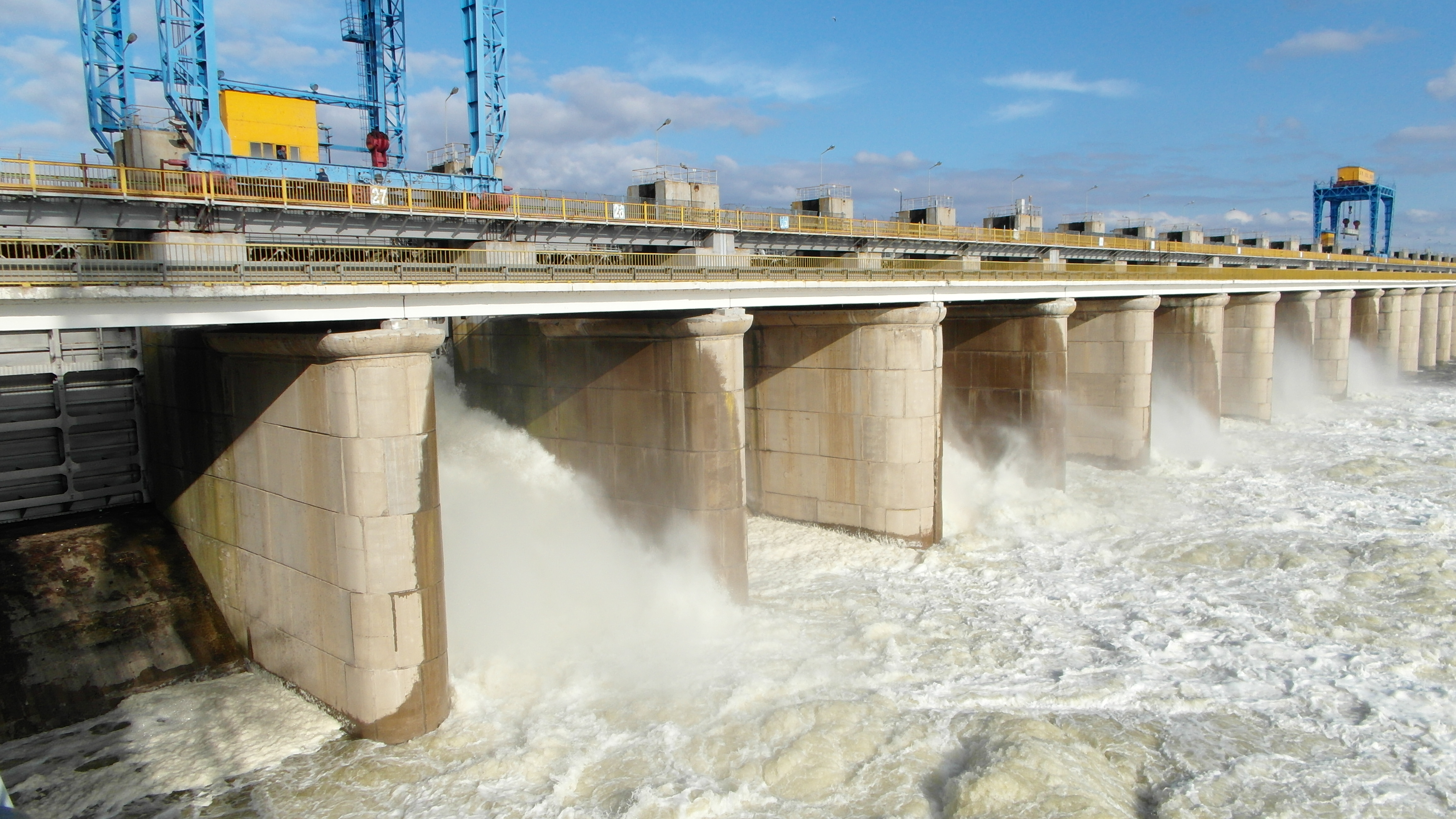
La centrale idroelettrica di Kachovka